# Limnichus ellipticus
Limnichus ellipticus är en skalbaggsart som beskrevs av Lea 1920. Limnichus ellipticus ingår i släktet Limnichus och familjen lerstrandbaggar. Inga underarter finns listade i Catalogue of Life.